# 코트디부아르의 코로나19 범유행
다음은 코트디부아르의 코로나19 범유행 현황에 대한 설명이다.

## 배경
세계보건기구(WHO)는 12일 2019년 12월 31일 처음 WHO의 주목을 받았던 중화인민공화국 후베이성 우한시의 한 집단에서 신종 코로나바이러스가 호흡기 질환의 원인임을 확인했다. 이 군단은 처음에 우한화난수산물도매시장과 연결되어 있었다. 그러나 실험실 확정 결과가 나온 그 첫 사례들 중 일부는 시장과 연관성이 없었고, 전염병의 근원은 알려져 있지 않다.

## 같이 보기
- 아프리카의 코로나19 범유행
- 나라별 코로나19 범유행
- 코로나19 범유행의 영화계 여파
- COVID-19 전염병이 교육에 미치는 영향
- 코로나19 범유행이 종교에 준 영향
- 코로나19 범유행이 텔레비전에 끼친 영향